# Sedecula
Sedecula is een monotypisch geslacht van schimmels behorend tot de familie Coniophoraceae. Het bevat alleen de soort Sedecula pulvinata.